# Àlex Pintado
Àlex Pintado Aznar (Tarrasa, 13 de octubre de 2006) es un deportista español que compite en atletismo, especialista en las carreras de mediofondo. Ganó una medalla de bronce en el Campeonato Mundial de Atletismo Sub-20 de 2024, en la prueba de 1500 m.

## Competiciones internacionales
| Año  | Competición               | Sede        | Puesto            | Prueba | Marca   |
| ---- | ------------------------- | ----------- | ----------------- | ------ | ------- |
| 2024 | Campeonato Mundial Sub-20 | Lima (Perú) | Medalla de bronce | 1500 m | 3:41,03 |